# Synlestes weyersii
Synlestes weyersii is een libellensoort uit de familie van de Synlestidae , onderorde juffers (Zygoptera).
De wetenschappelijke naam van de soort is voor het eerst geldig gepubliceerd in 1868 door Selys.